# Athena (traghetto)
L'Athena è un traghetto bidirezionale appartenente alla compagnia di navigazione italiana Bluferries.

## Caratteristiche
Costruito nel 2022 dalla società CELT NAVTECNICA MARITIME SERVICES LTD presso i cantieri navali Kanellos Shipyards di Perama, è adibito al solo trasporto di mezzi gommati e passeggeri ed è dotato di quattro propulsori orientabili a 360°, che gli consentono un'ampia capacità di manovra.
Grazie alla propulsione ibrida, Athena ridurrà le emissioni di CO2 del 56% rispetto alle navi più vecchie della flotta e del 13% rispetto alle navi gemelle non ibride Trinacria e Sikania. La tecnologia "zero emissioni" durante le operazioni di avvicinamento in porto, di carico e scarico, utilizza esclusivamente motori elettrici, le cui batterie vengono caricate durante la navigazione. Inoltre, i pannelli solari a bordo forniscono 25kW di energia, alimentando tutti i servizi di alloggio della nave. I motori principali possono funzionare con una miscela di gasolio e biodiesel fino al 20%, e a bordo è presente un impianto per la produzione di acqua dolce, riducendo il consumo idrico di oltre il 70%.

## Servizio
Il traghetto, varato il 18 luglio 2024 nel cantiere navale Kanellos Shipyard di Perama con il nome di Sikania II Hybrid, ha eseguito il 17 ottobre successivo le propedeutiche prove in mare in attesa della consegna.
Ribattezzato Athena, il 19 aprile 2025 il traghetto è salpato al traino del rimorchiatore Eduardo Morace dal cantiere navale verso Messina, dov'è giunto il 23 aprile.
Il 1º agosto 2025 prende servizio nello stretto di Messina, tra i porti di Villa San Giovanni e Messina e gli approdi di Tremestieri in sostituzione del Riace.

## Navi gemelle
- Trinacria
- Sikania